# پلات (آلمان)
پلات (به آلمانی: Plate) یک شهر در آلمان است که در لودویگسلوست-پارشیم واقع شده‌است. پلات ۳٬۵۴۴ نفر جمعیت دارد.